# Grand Prix automobile d'Europe 2016
GP précédent GP suivant
Le Grand Prix automobile d'Europe 2016 (2016 Formula 1 Grand Prix of Europe), disputé le 19 juin 2016 sur le circuit urbain de Bakou, est la 943e épreuve du championnat du monde de Formule 1 courue depuis 1950 et la huitième manche du championnat 2016. Il s'agit de la vingt-troisième édition du Grand Prix d'Europe (qui depuis 1983 fut disputé deux fois à Brands Hatch et à Jerez, une fois à Donington, douze fois sur le Nürburgring et cinq fois à Valence) comptant pour le championnat du monde de Formule 1. L'épreuve, absente du calendrier depuis 2012, se dispute pour la première fois à Bakou, en Azerbaïdjan.
Le circuit de six kilomètres, réalisé par Hermann Tilke, architecte habituel des circuits de Formule 1 modernes, doit être parcouru dans le sens anti-horaire. Le départ est donné de la place Azadliq ; le circuit fait le tour de la Maison du gouvernement, pique ensuite vers l'ouest en direction de la Tour de la Vierge pour ensuite contourner la vieille ville avant de prendre, sur 2,2 km, l'avenue Neftchilar jusqu'à la ligne de départ. Avec 6,003 km, le circuit urbain de Bakou est la deuxième piste la plus longue du championnat, derrière celle de Spa-Francorchamps
À deux minutes de la fin de la troisième phase des qualifications, au moment où son coéquipier Lewis Hamilton tape le mur et casse un bras de suspension de sa W07, Nico Rosberg réalise la vingt-cinquième pole position de sa carrière en devançant de sept dixièmes de secondes Sergio Pérez qui était jusque-là en tête de la feuille des temps. Le pilote mexicain ne conserve pas même le bénéfice de son deuxième temps, un changement de la boîte de vitesses de sa Force India VJM09 provoquant son recul de cinq places sur la grille. Daniel Ricciardo accompagne ainsi Rosberg en première ligne tandis que les auteurs des quatrième et cinquième temps, Sebastian Vettel et Kimi Räikkönen accèdent à la deuxième ligne, devant Felipe Massa et Daniil Kvyat. Hamilton, qui n'a pu effectuer un tour rapide complet en Q3 avant son accident, prend le départ en cinquième ligne, avec le dixième temps.
Auteur de la pole position et du meilleur tour en course, en tête de bout en bout, vainqueur avec une large avance à l'arrivée, Nico Rosberg réalise un hat trick et le deuxième grand chelem de sa carrière en Formule 1. Il obtient sa dix-neuvième victoire, la cinquième cette saison. Sa course se résume en un cavalier seul, loin devant ses rivaux. Il possède ainsi plus de quarante secondes d'avance sur Sebastian Vettel lorsqu'il observe son unique arrêt au stand, à mi-course, avant de regagner la piste sans en avoir perdu les commandes. Derrière lui, Vettel prend très vite le meilleur sur Daniel Ricciardo et conserve sa deuxième place jusqu'au bout avec l'aide, après son changement de pneus, de son coéquipier qui le laisse le dépasser au vingt-huitième tour en respectant les consignes de course de l'écurie. Repoussé au huitième rang après son arrêt, Sergio Pérez remonte au fil des tours ; en dépassant Kimi Räikkönen dans la dernière boucle, il monte sur le podium pour la deuxième fois de la saison, ce qui est une première pour Force India. Malgré une pénalité de cinq secondes pour avoir franchi la ligne blanche à l'entrée des stands, Räikkönen conserve le bénéfice de sa quatrième place compte tenu de l'avance qu'il possède sur Lewis Hamilton à l'arrivée. Suivent Valtteri Bottas sixième, les Red Bull RB12 de Daniel Ricciardo et de Max Verstappen dont la course a été tributaire d'une forte dégradation des pneus les obligeant à observer deux arrêts au stand, puis l'autre Force India de Nico Hülkenberg et la Williams de Felipe Massa qui prend le dernier point en jeu. 
Nico Rosberg, avec 141 points, conserve la tête du championnat devant Hamilton (117 points) et Sebastian Vettel (94 points). Kimi Räikkönen (81 points) repasse devant Ricciardo (78 points). Max Verstappen, avec 54 points, est sixième ; suivent Bottas (52 points), Pérez (39 points) et Massa (38 points). Mercedes, avec 258 points, mène le championnat devant Ferrari (177 points) et Red Bull Racing (140 points) ; suivent Williams (90 points) et Force India (59 points) qui précèdent Scuderia Toro Rosso (32 points), McLaren (24 points), Haas (22 points) et Renault (6 points).

## Contexte avant le Grand Prix
En avril 2015, lors de l'annonce de l'organisation d'un Grand Prix en Azerbaïdjan, l'ONG Human Rights Watch considère que la situation politique est problématique en Azerbaïdjan, trente-trois journalistes, blogueurs ou activistes étant emprisonnés. Bernie Ecclestone après lecture du rapport déclare : « J'ai l'impression que tout le monde est heureux. Il ne semble pas y avoir de gros problèmes. Il n'est pas question de retirer la course du calendrier ».
Avec l'organisation d'un Grand Prix en Azerbaïdjan, Ecclestone ne fait qu'entériner la décision de 2014 de remplacer le Grand Prix automobile de Corée du Sud. Il déclarait ainsi : « Je ne souhaite pas que nous retournions en Corée. Les organisateurs ont fait un bon travail mais n'ont pas achevé tout ce qu'ils s'étaient engagés à bâtir. » Azad Rahimov, le ministre de la jeunesse et des sports d'Azerbaïdjan, ajoutait : « Je suis ravi d'annoncer officiellement que nous avons signé un contrat pour faire venir la Formule 1 à Bakou en 2016. C'est un nouveau chapitre très significatif dans nos succès à répétition pour attirer les plus grands événements sportifs du monde dans notre pays. »
À la même période, le Formula One Group, soucieux de calmer la polémique naissante, diffuse sur son site internet, juste avant le Grand Prix automobile de Bahreïn 2015, un communiqué dans lequel il s'engage à « respecter les droits de l'homme, concentrer ses efforts dans les secteurs qui sont sous son influence directe en prenant des mesures appropriées pour surveiller les impacts potentiels de ses activités sur les droits de l'homme. Ces impacts peuvent être le résultat de nos relations d'affaires ce qui inclut nos fournisseurs et promoteurs. »

## Pneus disponibles
| Pneus pour piste sèche | Pneus pour piste sèche | Pneus pour piste sèche | Pneus pluie    | Pneus pluie |
| ---------------------- | ---------------------- | ---------------------- | -------------- | ----------- |
| Super tendres          | Tendres                | Medium                 | Intermédiaires | Pluie       |

## Essais libres

### Première séance, le vendredi de 10 h à 11 h 30
| Pos. | Pilote           | Voiture              | Chrono         | Écart     |
| ---- | ---------------- | -------------------- | -------------- | --------- |
| 1    | Lewis Hamilton   | Mercedes             | 1 min 46 s 435 |           |
| 2    | Nico Rosberg     | Mercedes             | 1 min 46 s 812 | + 0 s 377 |
| 3    | Valtteri Bottas  | Williams-Mercedes    | 1 min 47 s 096 | + 0 s 661 |
| 4    | Fernando Alonso  | McLaren-Honda        | 1 min 47 s 989 | + 1 s 554 |
| 5    | Sebastian Vettel | Ferrari              | 1 min 48 s 627 | + 2 s 192 |
| 6    | Sergio Pérez     | Force India-Mercedes | 1 min 48 s 922 | + 2 s 487 |

### Deuxième séance, le vendredi de 14 h à 15 h 30
| Pos. | Pilote           | Voiture              | Chrono         | Écart     |
| ---- | ---------------- | -------------------- | -------------- | --------- |
| 1    | Lewis Hamilton   | Mercedes             | 1 min 44 s 223 |           |
| 2    | Nico Rosberg     | Mercedes             | 1 min 44 s 913 | + 0 s 690 |
| 3    | Sergio Pérez     | Force India-Mercedes | 1 min 45 s 336 | + 1 s 113 |
| 4    | Valtteri Bottas  | Williams-Mercedes    | 1 min 45 s 764 | + 1 s 541 |
| 5    | Nico Hülkenberg  | Force India-Mercedes | 1 min 45 s 920 | + 1 s 697 |
| 6    | Carlos Sainz Jr. | Toro Rosso-Ferrari   | 1 min 46 s 027 | + 1 s 804 |

### Troisième séance, le samedi de 11 h à 12 h
| Pos. | Pilote           | Voiture              | Chrono         | Écart     |
| ---- | ---------------- | -------------------- | -------------- | --------- |
| 1    | Lewis Hamilton   | Mercedes             | 1 min 44 s 352 |           |
| 2    | Nico Rosberg     | Mercedes             | 1 min 44 s 610 | + 0 s 258 |
| 3    | Nico Hülkenberg  | Force India-Mercedes | 1 min 45 s 540 | + 1 s 188 |
| 4    | Daniel Ricciardo | Red Bull-TAG Heuer   | 1 min 45 s 620 | + 1 s 268 |
| 5    | Sebastian Vettel | Ferrari              | 1 min 45 s 630 | + 1 s 278 |
| 6    | Sergio Pérez     | Force India-Mercedes | 1 min 45 s 735 | + 1 s 383 |

## Séances de qualifications

### Résultats des qualifications

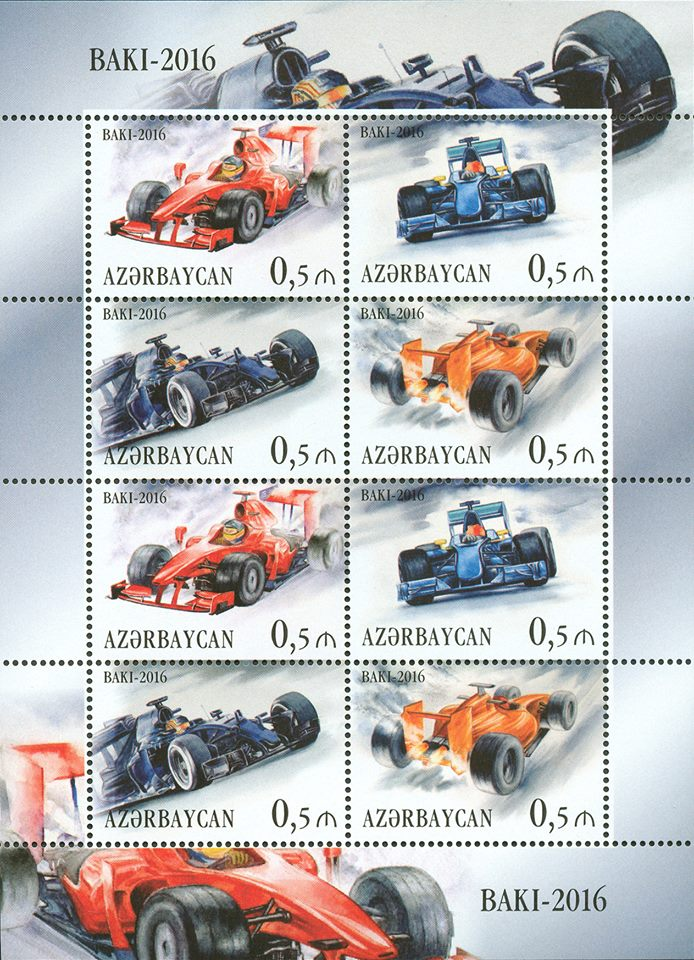
Bloc-feuillet émis par l'Azerbaïdjan à l'occasion du Grand Prix d'Europe 2016.

| Pos.                                                                                      | Pilote            | Écurie               | Qualifications 1 | Qualifications 2 | Qualifications 3 |
| ----------------------------------------------------------------------------------------- | ----------------- | -------------------- | ---------------- | ---------------- | ---------------- |
| 1                                                                                         | Nico Rosberg      | Mercedes             | 1 min 43 s 685   | 1 min 42 s 520   | 1 min 42 s 758   |
| 2                                                                                         | Sergio Pérez      | Force India-Mercedes | 1 min 44 s 462   | 1 min 43 s 939   | 1 min 43 s 515   |
| 3                                                                                         | Daniel Ricciardo  | Red Bull-TAG Heuer   | 1 min 44 s 570   | 1 min 44 s 141   | 1 min 43 s 966   |
| 4                                                                                         | Sebastian Vettel  | Ferrari              | 1 min 45 s 062   | 1 min 44 s 461   | 1 min 43 s 966   |
| 5                                                                                         | Kimi Räikkönen    | Ferrari              | 1 min 44 s 936   | 1 min 44 s 533   | 1 min 44 s 269   |
| 6                                                                                         | Felipe Massa      | Williams-Mercedes    | 1 min 45 s 494   | 1 min 44 s 696   | 1 min 44 s 483   |
| 7                                                                                         | Daniil Kvyat      | Toro Rosso-Ferrari   | 1 min 44 s 694   | 1 min 44 s 687   | 1 min 44 s 717   |
| 8                                                                                         | Valtteri Bottas   | Williams-Mercedes    | 1 min 44 s 706   | 1 min 44 s 477   | 1 min 45 s 246   |
| 9                                                                                         | Max Verstappen    | Red Bull-TAG Heuer   | 1 min 44 s 939   | 1 min 44 s 387   | 1 min 45 s 570   |
| 10                                                                                        | Lewis Hamilton    | Mercedes             | 1 min 44 s 259   | 1 min 43 s 526   | 2 min 01 s 954   |
| 11                                                                                        | Romain Grosjean   | Haas-Ferrari         | 1 min 45 s 507   | 1 min 44 s 755   |                  |
| 12                                                                                        | Nico Hülkenberg   | Force India-Mercedes | 1 min 44 s 860   | 1 min 44 s 824   |                  |
| 13                                                                                        | Carlos Sainz Jr.  | Toro Rosso-Ferrari   | 1 min 44 s 827   | 1 min 45 s 000   |                  |
| 14                                                                                        | Fernando Alonso   | McLaren-Honda        | 1 min 45 s 525   | 1 min 45 s 270   |                  |
| 15                                                                                        | Esteban Gutiérrez | Haas-Ferrari         | 1 min 45 s 300   | 1 min 45 s 349   |                  |
| 16                                                                                        | Felipe Nasr       | Sauber-Ferrari       | 1 min 45 s 549   | 1 min 46 s 048   |                  |
| 17                                                                                        | Rio Haryanto      | Manor-Mercedes       | 1 min 45 s 665   |                  |                  |
| 18                                                                                        | Pascal Wehrlein   | Manor-Mercedes       | 1 min 45 s 750   |                  |                  |
| 19                                                                                        | Jenson Button     | McLaren-Honda        | 1 min 45 s 804   |                  |                  |
| 20                                                                                        | Marcus Ericsson   | Sauber-Ferrari       | 1 min 46 s 231   |                  |                  |
| 21                                                                                        | Kevin Magnussen   | Renault              | 1 min 46 s 348   |                  |                  |
| 22                                                                                        | Jolyon Palmer     | Renault              | 1 min 46 s 394   |                  |                  |
| Temps minimal à réaliser pour la qualification : 1 min 50 s 942 (107 % de 1 min 43 s 685) |                   |                      |                  |                  |                  |

### Grille de départ du Grand Prix
- Sergio Pérez, auteur du deuxième temps, est pénalisé d'un recul de cinq places sur la grille de départ en raison du changement de la boîte de vitesses de sa monoplace ; il s'élance de la septième place ; Daniel Ricciardo accède ainsi à la première ligne aux côtés de Nico Rosberg et les Ferrari de Sebastian Vettel et Kimi Räikkönen occupent la deuxième ligne[6].
- Carlos Sainz Jr., auteur du treizième temps, et Kevin Magnussen, auteur du vingt-et-unième temps, sont tous deux pénalisés d'un recul de cinq places sur la grille de départ pour changement de boîte de vitesses après les qualifications. Sainz s'élance de la dix-huitième place et Magnussen prend le départ depuis la voie des stands[7].

## Course

### Classement de la course
| Pos. | no | Pilote            | Écurie               | Tours | Temps/Abandon                            | Grille  | Points |
| ---- | -- | ----------------- | -------------------- | ----- | ---------------------------------------- | ------- | ------ |
| 1    | 6  | Nico Rosberg      | Mercedes             | 51    | 1 h 32 min 52 s 366 (197,721 km/h)       | 1       | 25     |
| 2    | 5  | Sebastian Vettel  | Ferrari              | 51    | + 16 s 696                               | 3       | 18     |
| 3    | 11 | Sergio Pérez      | Force India-Mercedes | 51    | + 25 s 241                               | 7       | 15     |
| 4    | 7  | Kimi Räikkönen    | Ferrari              | 51    | + 38 s 102 (dont 5 secondes de pénalité) | 4       | 12     |
| 5    | 44 | Lewis Hamilton    | Mercedes             | 51    | + 56 s 335                               | 10      | 10     |
| 6    | 77 | Valtteri Bottas   | Williams-Mercedes    | 51    | + 1 min 00 s 886                         | 8       | 8      |
| 7    | 3  | Daniel Ricciardo  | Red Bull-TAG Heuer   | 51    | + 1 min 09 s 229                         | 2       | 6      |
| 8    | 33 | Max Verstappen    | Red Bull-TAG Heuer   | 51    | + 1 min 10 s 696                         | 9       | 4      |
| 9    | 27 | Nico Hülkenberg   | Force India-Mercedes | 51    | + 1 min 17 s 708                         | 12      | 2      |
| 10   | 19 | Felipe Massa      | Williams-Mercedes    | 51    | + 1 min 25 s 375                         | 5       | 1      |
| 11   | 22 | Jenson Button     | McLaren-Honda        | 51    | + 1 min 44 s 817                         | 19      |        |
| 12   | 12 | Felipe Nasr       | Sauber-Ferrari       | 50    | + 1 tour                                 | 15      |        |
| 13   | 8  | Romain Grosjean   | Haas-Ferrari         | 50    | + 1 tour                                 | 11      |        |
| 14   | 20 | Kevin Magnussen   | Renault              | 50    | + 1 tour                                 | Pitlane |        |
| 15   | 30 | Jolyon Palmer     | Renault              | 50    | + 1 tour                                 | 21      |        |
| 16   | 21 | Esteban Gutiérrez | Haas-Ferrari         | 50    | + 1 tour                                 | 14      |        |
| 17   | 9  | Marcus Ericsson   | Sauber-Ferrari       | 50    | + 1 tour                                 | 20      |        |
| 18   | 88 | Rio Haryanto      | Manor-Mercedes       | 49    | + 2 tours                                | 16      |        |
| Abd. | 14 | Fernando Alonso   | McLaren-Honda        | 42    | Boîte de vitesses                        | 13      |        |
| Abd. | 94 | Pascal Wehrlein   | Manor-Mercedes       | 39    | Freins                                   | 17      |        |
| Abd. | 55 | Carlos Sainz Jr.  | Toro Rosso-Ferrari   | 31    | Suspension                               | 18      |        |
| Abd. | 26 | Daniil Kvyat      | Toro Rosso-Ferrari   | 6     | Suspension                               | 6       |        |

### Pole position et record du tour
- Pole position :  Nico Rosberg (Mercedes) en 1 min 42 s 758 (210,308 km/h)[9].
- Meilleur tour en course :   Nico Rosberg (Mercedes) en 1 min 46 s 485 (202,947 km/h) au quarante-huitième tour[10].

### Tours en tête
- Nico Rosberg : 51 tours (1-51)[11].

## Classements généraux à l'issue de la course
| Pos. | Pilote            | Écurie               | Points |
| ---- | ----------------- | -------------------- | ------ |
| 1er  | Nico Rosberg      | Mercedes             | 141    |
| 2    | Lewis Hamilton    | Mercedes             | 117    |
| 3    | Sebastian Vettel  | Ferrari              | 96     |
| 4    | Kimi Räikkönen    | Ferrari              | 81     |
| 5    | Daniel Ricciardo  | Red Bull-TAG Heuer   | 78     |
| 6    | Max Verstappen    | Red Bull-TAG Heuer   | 54     |
| 7    | Valtteri Bottas   | Williams-Mercedes    | 52     |
| 8    | Sergio Pérez      | Force India-Mercedes | 39     |
| 9    | Felipe Massa      | Williams-Mercedes    | 38     |
| 10   | Daniil Kvyat      | Toro Rosso-Ferrari   | 22     |
| 11   | Romain Grosjean   | Haas-Ferrari         | 22     |
| 12   | Nico Hülkenberg   | Force India-Mercedes | 20     |
| 13   | Fernando Alonso   | McLaren-Honda        | 18     |
| 14   | Carlos Sainz Jr.  | Toro Rosso-Ferrari   | 18     |
| 15   | Kevin Magnussen   | Renault              | 6      |
| 16   | Jenson Button     | McLaren-Honda        | 5      |
| 17   | Stoffel Vandoorne | McLaren-Honda        | 1      |

| Pos. | Écurie               | Points |
| ---- | -------------------- | ------ |
| 1er  | Mercedes             | 258    |
| 2    | Ferrari              | 177    |
| 3    | Red Bull-TAG Heuer   | 140    |
| 4    | Williams-Mercedes    | 90     |
| 5    | Force India-Mercedes | 59     |
| 6    | Toro Rosso-Ferrari   | 32     |
| 7    | McLaren-Honda        | 24     |
| 8    | Haas-Ferrari         | 22     |
| 9    | Renault              | 6      |

## Statistiques
Le Grand Prix d'Europe 2016 représente :
- la 25e pole position de Nico Rosberg[14] ;
- la 19e victoire de Nico Rosberg[15] ;
- le 3e hat trick de sa carrière pour Nico Rosberg[16] ;
- le 2e chelem de sa carrière pour Nico Rosberg[17] ;
- la 52e victoire pour Mercedes en tant que constructeur[18] ;
- la 138e victoire pour Mercedes en tant que motoriste[19] ;

Au cours de ce Grand Prix :
- Sergio Pérez passe la barre des 300 points inscrits en Formule 1 (305 points)[20] ;
- Max Verstappen passe la barre des 100 points inscrits en Formule 1 (103 points)[21] ;
- Sergio Pérez, troisième du Grand Prix, est élu « Pilote du jour » lors d'un vote organisé sur le site officiel de la Formule 1[22] ;
- Derek Daly (49 départs en Grands Prix de Formule 1, 15 points inscrits entre 1978 et 1982) a été nommé conseiller par la FIA pour aider dans son jugement le groupe des commissaires de course lors de ce Grand Prix[23] ;
- Valtteri Bottas est mesuré officiellement avec sa Williams à la vitesse de 366,1 km/h au niveau de la ligne de départ lors des qualifications[24].